# Máy xúc lật
Máy xúc lật, là máy xây dựng thuộc loại thiết bị cơ giới, có công dụng chính để bốc xúc đất, đá và vật liệu rời, vận chuyển chúng trong gầu xúc của máy, để đổ lên thiết bị vận chuyển khác (ô tô tải) hay kho chứa với độ cao đổ nhất định cao hơn nền đất. Máy xúc lật hoàn toàn có thể dùng để đào đất đá từ mềm đến cứng vừa (đất cấp I, II), dạng rời hay liền thổ nhưng vị trí đào nằm ngang hoặc cao hơn vị trí máy đứng (cao hơn nền đất máy đứng). Máy xúc lật được sử dụng nhiều trong xây dựng, khai thác mỏ, vận tải (bốc xúc hàng hóa ở kho bãi).

## Cấu tạo chung

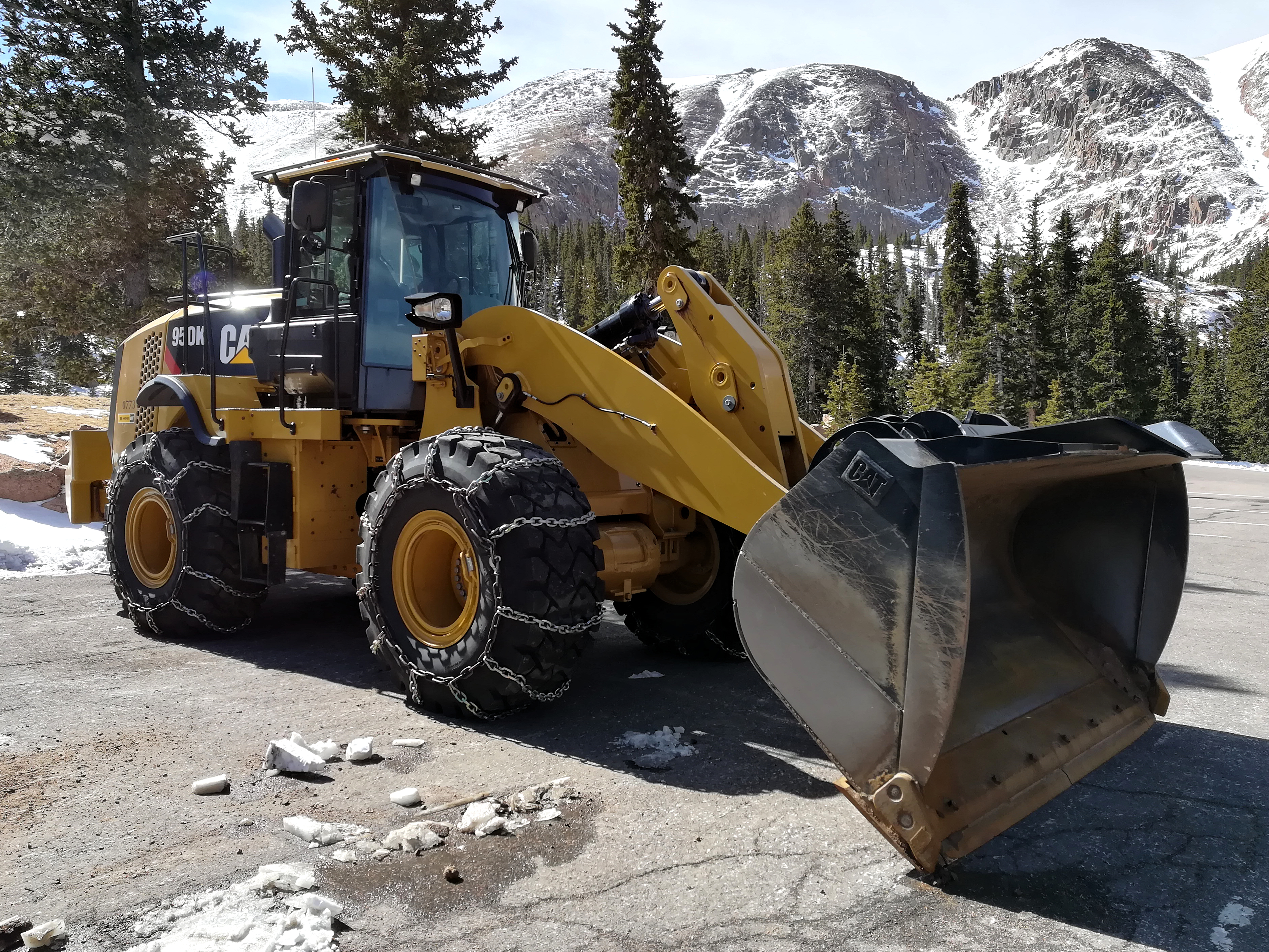
máy xúc lật CAT 950K

Máy xúc lật có cấu tạo gồm: một máy kéo (máy cơ sở) được trang bị thêm hệ gầu xúc lật (bộ công tác) thường đặt ở phía trước máy kéo.

## Phân loại

### Theo cơ cấu công tác
- Máy xúc lật đổ trước
- Máy xúc lật quay nửa vòng

### Theo cơ cấu di chuyển
- Máy xúc lật bánh lốp
- Máy xúc lật bánh xích